# Assumpció Ibarra Santamaria
Assumpció Ibarra Santamaría (Elx, 1857-1936), filla de l'arqueòleg, polític i pintor il·licità Aurelià Ibarra Manzoni. Des de ben jove, va ajudar el seu pare en les tasques de recerca històrica. Mort el seu pare, es va convertir en una dona conscienciada amb la defensa del patrimoni d'Elx, amb una gran sensibilitat per l'art, l'arqueologia i la història i una ferma consciència social, dirigida a la col·laboració amb les entitats obreres del seu temps.

## Vida

### Joventut
Filla d'Aurelià Ibarra Manzoni, nasqué el 1857 a Elx, on morí al desembre de 1936. La influència del seu pare fou determinant de les seues actituds socials, ja de major. Quan Aurelià fou empresonat el 1866 pel govern presidit pel general O'Donnell, en temps de la reina Isabel II, Assumpció —l'única filla que sobrevisqué dels tres fills tinguts amb Reyes Santamaria, i de la qual aviat se va separar—, anava a visitar-lo al castell de Santa Bàrbara d'Alacant, on era la presó. Sempre va ser conscient, per amics i coneguts, de la valoració social que sempre va tenir el seu pare, en particular quan va morir prematurament al novembre de 1890. Els fonaments ètics de l'opció política d'Aurelià —un dels fundadors del partit republicà democràtic a Alacant— expliquen el respecte i estima cap als seus conveïns, als quals s'adreçava una vegada i una altra per explicar la necessitat dels canvis polítics que calia fer per transformar una societat que no li agradava per tal de fer-la més justa i culta.
A més d'Aurelià, però, en rebria la influència del seu avi matern, Matías Santamaria, amb el qual també va conviure. Era un home d'idees progressistes, propietari d'una impremta a la qual va donar una orientació oberta, en la línia de les seues idees, molt activa a l'Elx de meitat del segle xix. A més de l'avi, a la casa on vivia Assumpció després de la separació del matrimoni, hi era també la mare —de la qual no sabem pràcticament res—, i el germà d'aquesta i fill de Matias, Emigdio Augusto Santamaria, destacat republicà que militava en el mateix partit que el seu cunyat Aurelià: l'esmentat partit republicà democràtic federal, liderat per Pi i Margall.
No ens ha d'estranyar, doncs, que d'aquest entorn familiar la primera, o una de les primeres beneficiades, fora Assumpció, que sempre mostrà la sensibilitat social que va absorbir en aquests anys tan decisius per a qualsevol persona. En conseqüència, és important subratllar l'ambient en què nasqué, es crià i s'educa per entendre el civisme que mostrà quan fou adulta, i no donar-lo per fet, o evident, perquè no era freqüent que una dona de la seua solvència patrimonial i posició social. Com tampoc era habitual el seu interés per la història i les antiguitats d'Elx, un fet reconegut també per la seua participació en l'associació anomenada Amics del Museu Il·licità, constituïda per iniciativa municipal amb l'objectiu de conservar i exposar la col·lecció d'antiguitats de Pere Ibarra, germanastre del seu pare, una vegada aquest va faltar el gener de 1934. A més del seu interés per la custòdia dels papers i documents del pare, i per les obres d'art i antiguitats que heretà dels seus dos marits al llarg de la seua vida, obres que hui dia es conserven en museus i arxius.

### Maduresa
Aquesta doble herència en cultura i visió política de regeneració social distingiren Assumpció Ibarra per sobre d'altres membres de la burgesia elxana de finals del segle xix i el primer terç del segle xx. Una actitud que no va ser contradit pels seus marits. El primer, el doctor Manuel Campello Anton, metge format a la Universitat Central de Madrid on es titulà el 1862 i amb el qual va contraure matrimoni el 1887, va destacar per la dimensió ètica que va donar a la seua professió i pel seu compromís cívic. Liberal progressista en idees, va militar en partits com el Progressista, el Radical i el Liberal de Sagasta. A més, participà en la fundació de la Comunitat de Llauradors, entitat que va arribar a presidir i des del qual va maldar per millorar l'agricultura il·licitana. També va intervenir en el consell d'administració del projecte de reparació de l'església de Santa Maria el 1902.
Poc després de la seua mort, el 1904, es va casar una altra vegada amb un empresari d'èxit: José Revenga Gimeno, un dels socis fundadors de la Caja de Ahorros y Monte de Piedad d'Elx. Home amb pretensions, va acabar comprant la torre de la Calaforra com a regal de noces per a Assumpció, on es van acabar custodiant els papers i documents del seu pare i la referida col·lecció d'obres d'art i antiguitats. A la mort de Revenga, va convertir-se en hereva d'un conjunt patrimonial que, a la mort d'Assumpció l'esmentat any 1936, van passar a Emigdio Tormo Santamaria, fill de la seua cosina Adelfa Santamaria.
Més enllà d'aquesta sensibilitat per l'art, l'arqueologia i la història, va desenvolupar una ferma proclivitat cap a les entitats obreres del seu temps. Assumpció Ibarra a més del material, rebé un patrimoni moral i educatiu que feu propi, tot adoptant-lo com un signe d'identitat com a dona i il·licitana, una manera d'entendre i, sobretot, d'actuar davant dels problemes de la societat i especialment dels obrers. Per exemple, va assistir, sempre que se li va sol·licitar, el Círculo Obrero Ilicitano, nucli del moviment obrer il·licità, que va ser fundat el 1885 amb el préstec de fabricants d'ideologia liberal i republicana. Es tractava d'una institució de concepció interclassista de socors mutus amb l'objectiu d'atendre els obrers en situacions difícils, en una època d'escassa o nul·la protecció laboral i social. En aquest sentit, al febrer de 1927 Assumpció Ibarra va donar al Círculo 7.000 pessetes per tal de desfer la hipoteca que hi requeia; o que a la seua mort, als inicis de la Guerra Civil, en rebera 5.000 pessetes com a herència. També fou promotora de l'Asil de Sant Josep, institució encarregada de la cura de les persones grans, juntament amb altres persones del seu entorn social.